# Копорский чай

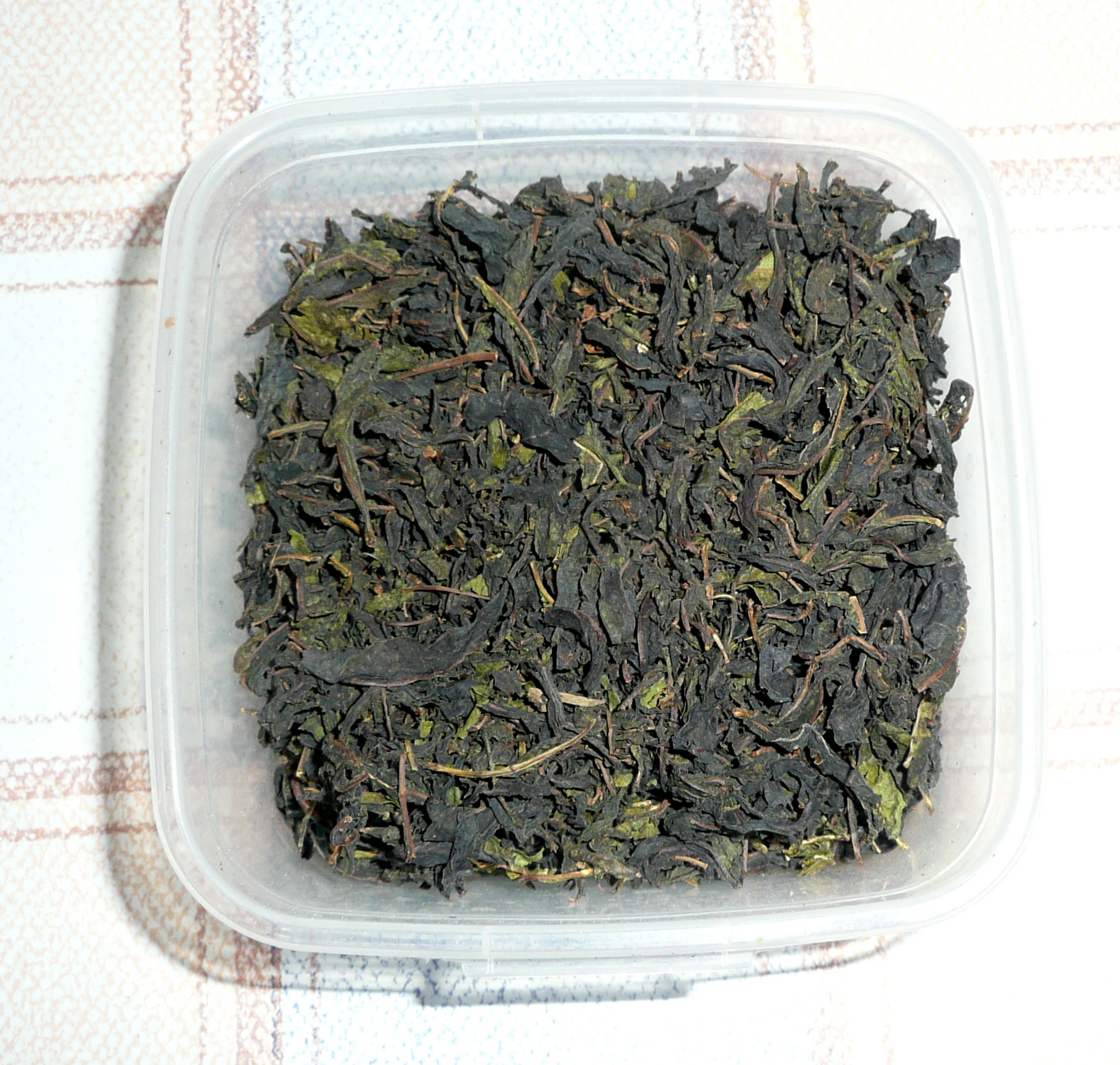
Ферментированные листья кипрея

Копо́рский чай (копорка, иван-чай) — чайный напиток, использовавшийся в Российской империи в качестве суррогата дорогостоящему «кяхтинскому» (китайскому) чаю. Название произошло от древнего русского села Копорье неподалёку от Петербурга, в окрестностях которого было распространено его производство.

## Начало производства
В XVIII веке китайский чай в Европу попадал двумя путями — морем (он назывался обычно кантонским) и сухопутным путём, через Россию, поэтому назывался русским. В России китайский чай называли «кяхтинским» — по имени поселения в нынешней Бурятии, Кяхты.

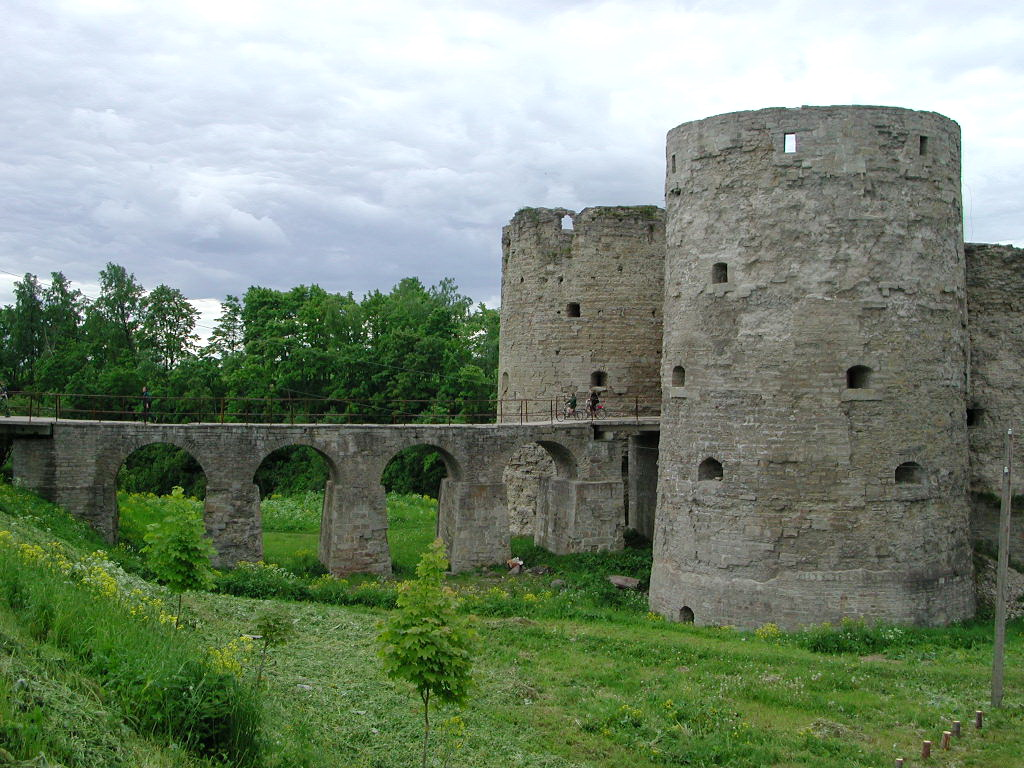
Крепость в деревне Копорье, давшей название напитку

Дворовый человек помещика Савёлова, из его имения в Царскосельской вотчине, проживал одно время при русском посольстве в Китае. Подсмотрев производство ферментированного чая и вернувшись на родину, он организовал производство дешёвого заменителя чайного листа из кипрея. Листья перетирали, ошпаривали, просушивали с помощью раскалённых камней — почти так же в Китае обходились с чайными листьями. Первые производители собирали кипрей как раз возле села Копорье под Санкт-Петербургом. Поэтому появилось название продукта — «копорский чай».
Производитель чая, помещик Савельев, переселил несколько семей своих крепостных людей в Московскую губернию, и все его крепостные уже занимались «чайным ремеслом».
В 1756 году Степан Крашенниников в «Описании земли Камчатки» упоминал кипрей как лакомство на скудном столе камчадалов. Камчадалы не отказывались и от лёгкой закуски из молодых побегов кипрея.

## Фальсификация
Копорский чай и внешне, и по вкусу немного напоминал чёрный китайский чай. По причине этой схожести и скромной его стоимости — от одного до трёх рублей серебром за пуд, а китайского — в сотню раз большей, — копорка широко использовалась для фальсификации настоящего чая.
Копорский ферментированный чёрный чай начал распространяться по России. Его настолько широко продавали под видом китайского чая, что существовал даже попутный промысел — подделка китайских деревянных чайных ящичков; этим зарабатывали на жизнь крестьяне Калязинского уезда Тверской губернии. Энциклопедический словарь Ф. А. Брокгауза и И. А. Ефрона приводит данные, что в конце XIX века копорский чай производился тысячами пудов, особенно в Ржевском уезде.
Вопрос о пресечении фальсификаций решался на государственном уровне, и появился закон, строжайше запрещающий подмешивать копорку в чай. В 1816 году в Кабинет министров поступило прошение от чаеторговцев с просьбой запретить заготовки кипрея в России. Это исполнено не было, и продажа копорки (наряду с другими травяными чаями) запрещена не была, но 6 июня 1816 г. было подписано Положение Комитета министров «О запрещении подделки Копорского чая под видом Китайского». В 1833 году выходит запрет на торговлю поддельным чаем. Запрет на сбор кипрея и употребление «копорского чая» нашёл своё отражение в Сельском полицейском уставе для государственных крестьян, утверждённом в марте 1839 года; в разделе «Общие меры по сохранению народного здравия» в статье 80 говорилось: «Запрещается употребление Копорского (Иван-чая) как одного, так и в смеси с китайским. Равным образом запрещается и сбор самой травы, из которой копорский чай составляется».

Запрещается продажа плохо испечённого хлеба, мяса нездорового скота и живности, спитого и копорского чаёв.— Промышленное законодательство // Энциклопедический словарь Брокгауза и Ефрона : в 86 т. (82 т. и 4 доп.). — СПб., 1890—1907.

Воспрещается ввозить из-за границы свиное мясо и нетоплёное свиное сало, поддувать мясо с целью придать ему лучший вид, торговать спитым или копорским чаем. — Медицинская полиция // Энциклопедический словарь Брокгауза и Ефрона : в 86 т. (82 т. и 4 доп.). — СПб., 1890—1907.
В словаре Владимира Даля копорский чай назван чаем «поддельным». Даль зафиксировал и народную поговорку: «Копорское крошево и кисло и дёшево». Репутация копорского чая оставалась невысокой и в XX веке. Так, в популярном советском журнале отмечалось: «Хотя по виду копорский чай нередко был похож на китайский, но он был неприятен на вкус, его настой имел зеленоватый, грязно-жёлтый цвет и оставлял на стенках стакана тёмный осадок».

## Лечебный эффект

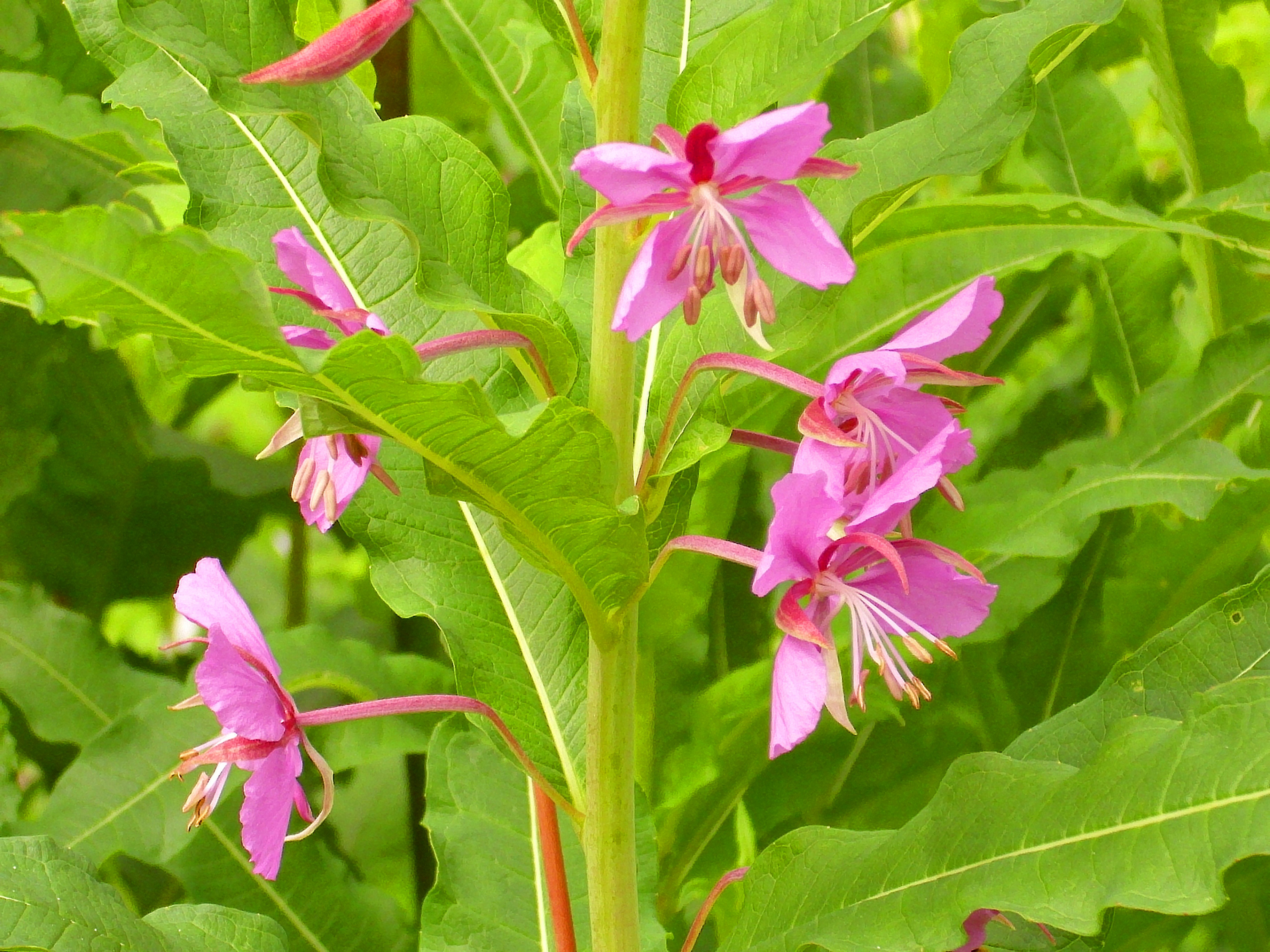
Соцветие иван-чая

Содержащийся в иван-чае танин пирогалловой группы (до 25 %), пектин и флавоноиды (в частности, гиперозид) оказывают противовоспалительный эффект, в связи с этим настой применяют при гастритах, колитах, язве желудка и двенадцатиперстной кишки, при воспалительных заболеваниях уха, горла и носа. Настой так же оказывает седативное и противосудорожное действие, обладает кровоостанавливающим и ранозаживляющим действием, обладает слабым снотворным и лёгким слабительным эффектом.
Н. И. Анненков упоминает, что листья Иван-чая употребляют от запора, головной боли, порошком сухих листьев присыпают раны от озноба, от эмфиземы (лошадиного запала). Отдельные авторы советуют кипрей для лечения аденомы.
В соке кипрея содержится много ферментов, которые запускают определённые биохимические процессы в листьях, в результате чего иван-чай меняет свой цвет на более тёмный, приобретает приятный вкус и аромат. Количество витаминов и полезных веществ в процессе ферментации увеличивается в несколько раз.

## Рецепт
До нашего времени дошли несколько рецептов приготовления копорского чая. Наиболее полно технология производства описана в книге А. П. Субботина «Чай и чайная торговля» 1892 года издания:

Настоящий сбор производится в начале осени, когда иван-чай совершенно отцветёт и листья его начнут желтеть и сохнуть. Период сбора продолжается 4-6 недель; […] дома, в укромном месте — на чердаке, на гумне или в сарае [листья] расстилаются и сушатся. […]
Высушенные листья кладут в кадку и обваривают кипятком; для того, чтобы они лучше обварились, бросают туда докрасна раскалённые камни. Когда лист достаточно проварится и разопреет, его перекладывают в корыто и перетирают с чернозёмом или болотной землёю, после чего сушат в жарко натопленной русской печи. Чернозём или болотную землю примешивают потому, что от содержащихся в них кислот чай делается бурым; кроме того, от примеси чернозёма листья лучше скручиваются и перетираются.
Высушенный в печи чай предварительно просевают на грохоте или решете, чтобы удалить золу и излишнюю землю. После этого чай опять перетирают руками до тех пор, пока он по измельчённости не будет походить на китайский. Тут важную роль играет сушка: если лист пересушен, то он скоро перетирается и обращается почти в порошок, если же будет недосушен, то его трудно перетирать и он выйдет крупнее настоящего чая.

Сфабрикованный в таком виде чай скупается местными и соседними скупщиками. Последние подвергают его дальнейшей обработке: они промывают его тёплой водой, вспрыскивают подсахаренной водицей, опять сушат в печах и опять перетирают руками, чтобы он походил ещё более на китайский; а некоторые даже, для придания «аромата», примешивают разные снадобья, составляющие секрет производства.— А.П. Субботин, Чай и чайная торговля в России и других государствах, с. 107-109

Снятые с кипрея листья обвариваются кипятком и парятся калёными каменьями, обыкновенно в той же посуде, в которой крестьяне бучат чёрное бельё своё, потом листья скатываются руками на рубчатых досках и сушатся в этом виде в печах. В последнее время производство это до того утончилось, что листья кипрея перетираются почти в порошок, месятся в тесто, а потом скатываются и сушатся в этом виде; при такой выделке чрезвычайно трудно узнать подделку и решить, какому растению листья принадлежат.— О подделке и подмеси чаёв и обманах по чайной торговле // Чтения в императорском обществе истории древностей российских при Московском университете,  с. 215

Сбор листа начинался с половины августа и продолжался до глубокой осени, даже и в такое время, когда выпадал снег, так как листья и в это время остаются ещё на растении. Собранные осенью листья не портятся и легко сохраняются в течение всей зимы. Ранее сказанного времени листья не собирали, ссылаясь на то, что они будто не поддаются скручиванию, а главное на то, что летом, во время полевых работ, несподручно заниматься травою, ибо если она собрана в полном соку, то нужно сейчас же начать обработывать её, иначе она испортится. […]

Листья в ушате обливают кипятком, а затем, для скручивания, растирают их между обеими руками, или же кладут их на доску, имеющую рифлёную поверхность, и растирают теми же руками или плетёнкою, приготовленною из бересты. Растирают вместе с золою или сырым торфом, чтобы увеличить вес имеющагося получиться чая; кроме того, торф придаёт ещё и чёрную окраску. Листья осеннего сбора, как уже отжившие и лишённые соков, когда они высушены, очень легки: большой объём их весит мало. Капорский чай, по крайней мере, в два раза легче настоящего китайского чая. Скрученные листья укладываются в корзины и ставятся на печку, хорошо нагретую, дня на два, или на три; тут они подвергаются брожению, и зелёный цвет у них пропадает; затем листья засыпаются в печь для сушки; чем жарче была натоплена печь, тем чай выходит более чёрного цвета и по внешнему виду более подходящим к китайскому. Эта последняя операция при выделке чая может быть названа скорее поджариванием или обугливанием. Иногда перед тем, как сушить чай, его опрыскивают раствором сахара или патоки, дабы при употреблении его получался более густой настой. Из высушенного таким образом чая отсевают золу или торфяную пыль при помощи решета, а для придачи чаю однородности по величине, пропускают его через тёрку или грохот, то есть чрез железный лист с пробитыми на нём отверстиями. — П. Соловьёв, Капорский чай // Земледельческая газета, № 28, 1888 г.

## Упоминания в литературе
— А то бывает копорский чай.

— Есть и копорский, только он не настоящий. Настоящий чай в Китае растёт.— М.Е. Салтыков-Щедрин, Пошехонская старина

— Вот чаёк китайский цветёт, — сказал Ларивон Семёныч, указывая мне пальцем на малиновые цветочки на высоких стволах по сторонам дороги.
— Какой это чаёк?
— Да вот один семёновский коммерсант его сбирает, сушит, да и продаёт по базарам за настоящий... Трава кипрей, по-здешнему.
— Это так называемый копорский чай?
— Он самый.
— И публика его покупает?

— Покупает и кушает; только как откушает, так со ртом не знает куда деваться, такая в нём дрянь сделается.— А. Гациский, У невидимого града Китежа

В это время дверь скрипнула, и из соседней комнаты просунулось обрызганное грязью лицо Князева.
— Не прикажете ли чего-нибудь, Фёдор Арсентьевич? — спросил он, чуя что-то.

— Чайку недурно бы, Князев, но только не копорского, а настоящего китайского.— Ф. Рощинин, Из записной книжки доктора

 — Значит, он опять к ней пристроился, — проговорила с сокрушением барыня: ей досадно было на Аксинью и жаль её.
— Да ещё как пристроился-то! Ведь она сюда всё ходит клянчить и выпрашивать, это всё для него: и рубль, что вы на чай даёте, всё ему же идёт, а нянька сама чистого чая никогда и не видит, всё капорку пьёт, да у соседок сахаром побирается. — Е. Тарханов, Нянин билет

...Негласным образом стал он снабжать рабочих деньгами под залог вещей и на хороший "пурцент"; затем под величайшим секретом начал продавать им безпатентную водку, хотя и разбавляемую им водой, но сдабриваемую для крепости перцем и отчасти табаком; продавал также по мелочам фабрикованный чай пополам с капоркой - продукт, успешно производимый его сородичами в Кохма-Богословске, сахар и мыло, махорку и свечи, даже красный товар из бракованных кусков, и гармоники.— В. Крестовский, Тамара Бендавид

В полураскрытую дверь от темной каморки было видно, как при свете сального огарка круглые очки пересыпали что-то вроде сухой травы с большого жестяного противня в маленькие тюрички из бумаги.
— Берко что делает? — спросила пришедшая, кивнув на каморку.
— А что и всегда: чай фабрикует, — отвечала Сара тем тоном, который показывал, что занятие Берки не составляет тайны для её гостьи.
— Капорский?

— Да, капорка!.. Впрочем, нынче не голый: он теперь из одного трактира — тут поблизости — покупает от мальчишки спивной чай… Вот и теперь ещё сушится на печке… потом мешаем с капоркой… так-то лучше выходит, и сбыт ничего.— В. Крестовский, Петербургские трущобы

## Свойства
Копорский чай обладает приятным, чуть терпким вкусом с душистым цветочно-травяным ароматом. В молодых листьях иван-чая содержится от 10 до 22 % дубильных веществ. В листьях — до 15 % слизи.
В кипрее узколистном также обнаружено большое количество растительных волокон, полимеров целлюлозы, лектины, витамин С (от 90 до 588 мг на 100 г сырой травы; то есть в 5—6 раз больше, чем в лимонах), сахара, органические кислоты, пектин, флавоноиды и следы алкалоидов.
Среди микроэлементов, обнаруженных в растении, следует упомянуть о довольно большой концентрации железа, меди и марганца.
До бутонизации в надземной части растения имеется до 20 % белка, соли фосфора, кальция, кобальта. Кроме того, обнаружены калий, кальций, литий и другие элементы. 
Копорский чай не содержит кофеин. Содержит пирролизидиновые алкалоиды. После ферментации алкалоиды в чае распадаются и поэтому его можно пить ежедневно.